# Anomobryum obtusatissimum
Anomobryum obtusatissimum är en bladmossart som beskrevs av Brotherus 1903. Anomobryum obtusatissimum ingår i släktet Anomobryum och familjen Bryaceae. Inga underarter finns listade i Catalogue of Life.